# Опера на арабском языке
Опера на арабском языке имеет недолгую историю. В целом же историю оперы в арабском мире, как правило, ведут с премьеры «Аиды» Верди в Каире на сцене Хедивской оперы в 1871 году, хотя она и исполнялась на итальянском языке.

## Западные оперы, исполнявшиеся на арабском языке
Египетская оперная певица Ратиба аль-Хефни исполнила заглавную роль в постановке «Весёлой вдовы» композитора Франца Легара, прошедшей на арабском языке в Каире в 1961 году. За ней последовали «Травиата» Верди в 1964 году и «Орфей и Эвридика» Глюка в 1970 году, также исполненные на арабском языке. Эта тенденция пресеклась пожаром 1971 года, разрушившим Хедивскую оперу.
6 марта 2008 года на 8-м фестивале классической музыки Эль-Айн в Эль-Айне (ОАЭ) польский оперный режиссёр Рышард Перит представил оперу Моцарта «Дон Жуан», переведённую на арабский язык египетским музыковедом Али Садеком, в исполнении солистов и хора Университета Антонина (Баабда, Ливан), а также камерного оркестра Варшавской филармонии под управлением Збигнева Грацы. В рамках этой инициативы планировалось также представить другие оперы Моцарта на арабском языке, например «Свадьбу Фигаро» и «Волшебную флейту», а также записать оригинальную оперу на арабском языке.

## Оригинальные оперы на арабском языке
Первой оперой на арабском языке возможно была опера ливанского композитора Вадии Сабры «Два короля» на либретто Маруна Гусна, чья премьера состоялась в Бейруте в 1927 году. Но она была со временем утеряна.
К ранним операм на арабском языке можно отнести оперы египетского композитора Азиза аш-Шаввана «Антар» (1948), основанную на жизни Антары ибн Шаддада, и «Анас эль-Вугуд» (1970), которые посвящены исторической тематике, как и «Смерть Клеопатры» его соотечественника Сайеда Авада, основанная на эпической поэме Ахмеда Шауки, а также оперу Камиля аль-Ремали «Хасан эль-Басри», базирующуюся на биографии знаменитого исламского богослова.

## Оперные театры
К крупнейшим оперным театрам арабского мира относятся новая Каирская опера (1988), Дамасская опера (2004), Дубайская опера (2016) и Катарский оперный театр.